# سلامة

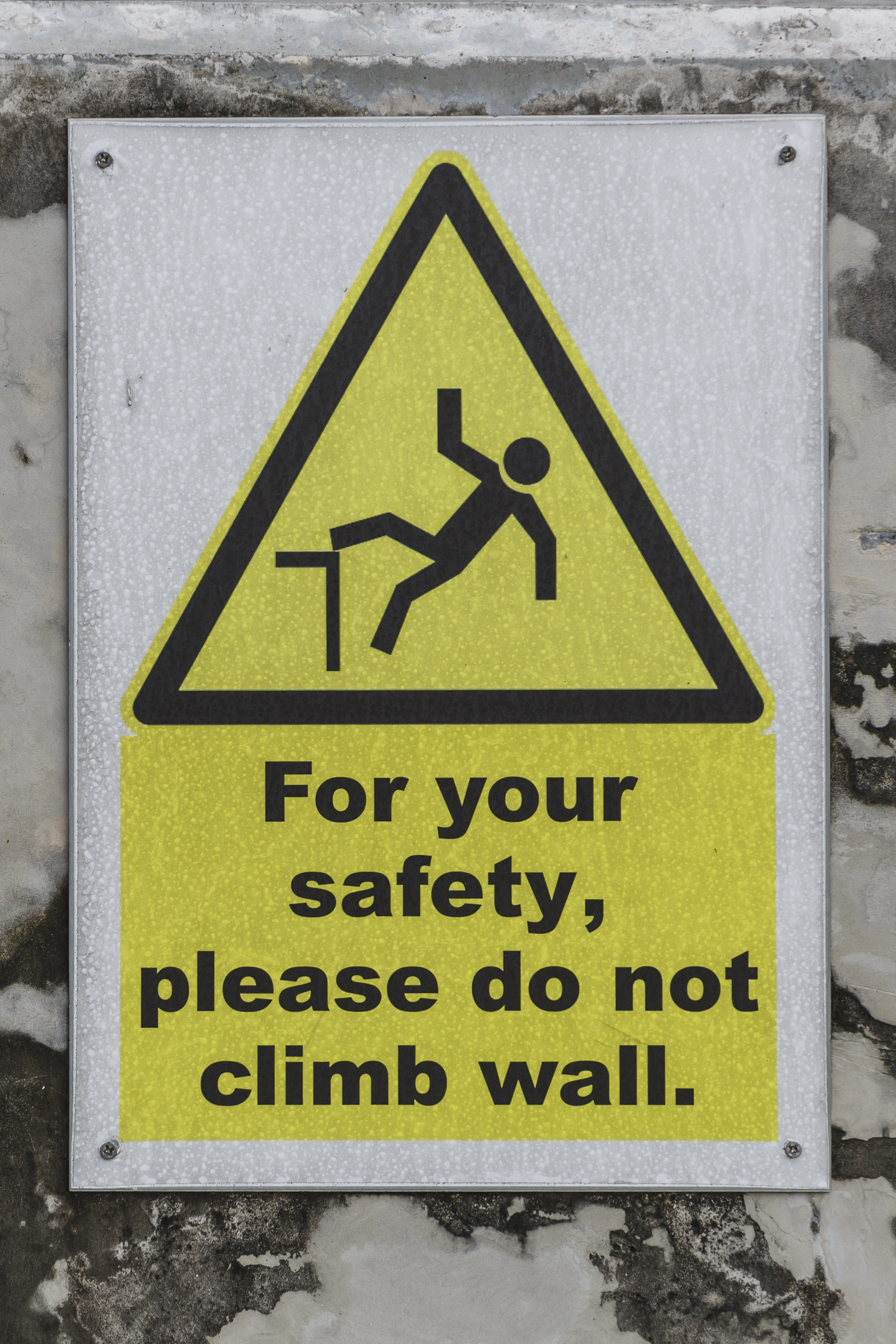
علامة السلامة في سنغافورة

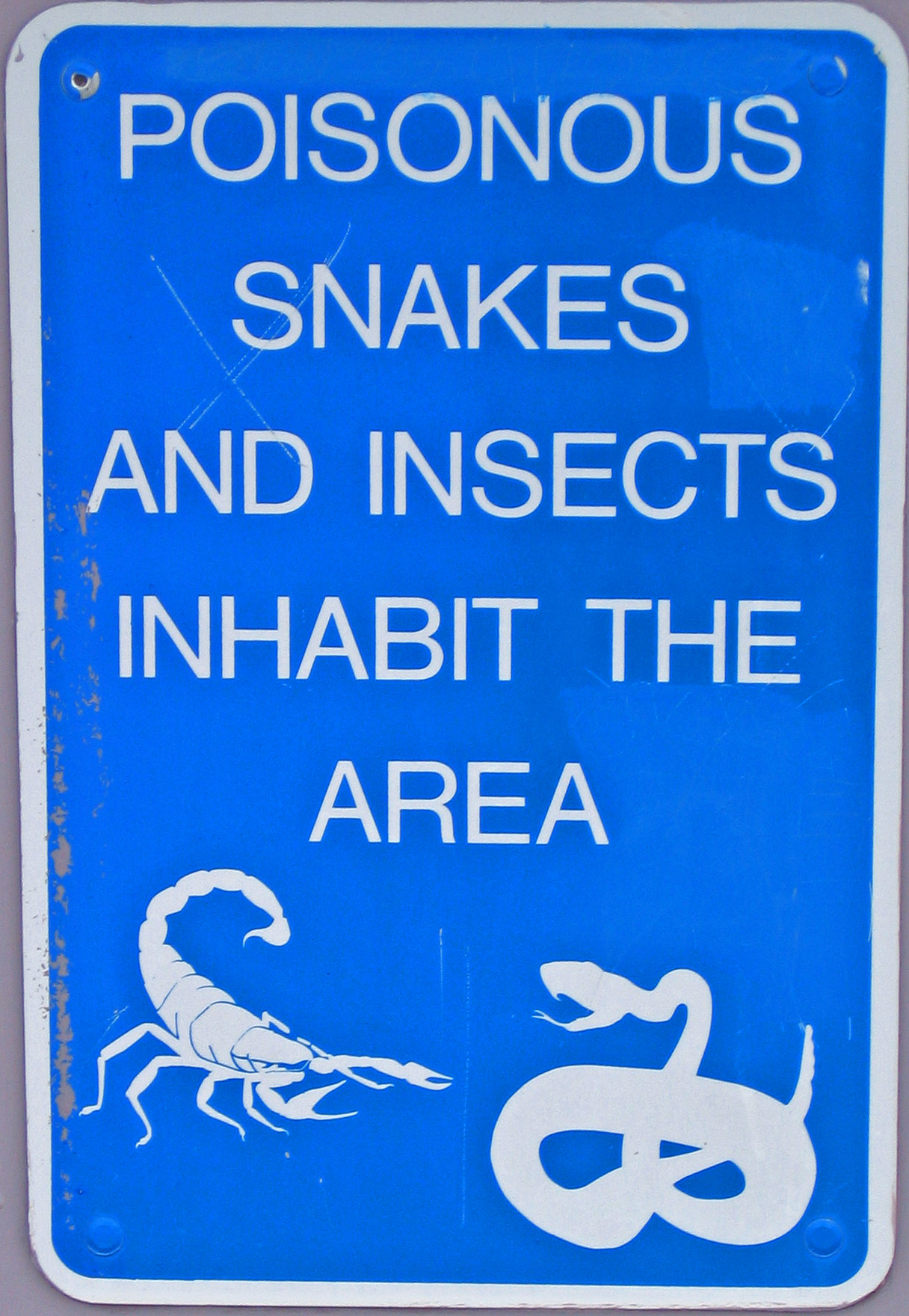
إشارة تحذير، مثل هذه الإشارة، يمكن أن تحسن الوعي بالسلامة.

السَّلَامَة تعبير يشير إلى كون الإنسان في حالة آمنة وبعيداً عن أي شكل من أشكال المخاطر أو التهديدات أو الضرر سواء على الصعيد البدني أو النفسي أو المالي أو الاقتصادي أو السياسي. يشير السلامة في السياق العملي إلى السلامة المهنية، وهي الشروط والضوابط التي تضمن سلامة العمال في أماكن عملهم.

## المعاني
هناك معنيان مختلفان قليلا للسلامة؛ فعلى سبيل المثال، قد تشير السلامة المنزلية إلى قدرة المبنى على الحماية من أحداث الضرر الخارجي (مثل الطقس، والغزو المنزلي، وما إلى ذلك). وكثيرا ما تتضمن المناقشات المتعلقة بالسلامة إشارة إلى المصطلحات ذات الصلة. الأمن هو مثل هذا المصطلح. ومع مرور الوقت، كثيرا ما تصبح التعاريف بين هذين الشخصين متبادلتين، ومتساويتين، وكثيرا ما تظهر في نفس الجملة. ولسوء الطالع، يترك للقراء أن يستنجوا ما إذا كانوا يشكلون زيادة عن الحاجة. وهذا يخلط بين التفرد الذي ينبغي حجزه لكل واحد بمفرده. وعندما ينظر إلى كل مصطلح على أنه فريد من نوعه، كما نعتزم هنا، فإنه سيتبوأ مكانه الصحيح في التأثير على الآخر والتأثير فيه.
السلامة هي حالة «حالة ثابتة» لمنظمة أو مكان تفعل ما يفترض أن تفعله. «ما يفترض القيام به» هو محدد في الشروط العامة والمعايير المرتبطة المعمارية والتصاميم الهندسية والشركات رؤية ورسالة والبيانات التشغيلية خطط وسياسات شؤون الموظفين. والسلامة بالنسبة لأي منظمة أو مكان أو وظيفة، كبيرة أو صغيرة، مفهوم معياري. وهو يمتثل للتعاريف الخاصة بكل حالة على حدة لما هو متوقع ومقبول.
باستخدام هذا التعريف، الحماية من المنزل التهديدات الخارجية وحماية من الهيكلية الداخلية وأعطال المعدات (انظر المعاني أعلاه) ليست نوعين من سلامة وإنما جانبين من منزل في حالة مستقرة.
في عالم الشؤون اليومية، لا يسير كل شيء كما هو مخطط له. وتواجه حالة بعض الكيانات الثابتة تحديا. وهذا هو المكان الذي يدخل فيه علم الأمن، وهو تاريخ أحدث. من تعريف الأمان، ثم:
الأمن هو عملية أو الوسائل المادية أو البشرية من تأخير ومنع خلاف ذلك حماية ضد العوامل الخارجية أو الداخلية، والعيوب، مخاطر خسارة المجرمين وغيرهم من الأفراد أو الأعمال التي تهدد إعاقة أو تدمير المنظمة «حالة مستقرة» وحرمانها من الغرض المقصود منه.

## القيود
يمكن أن تكون السلامة محدودة فيما يتعلق ببعض الضمانات أو معيار التأمين بالنسبة لنوعية الجسم أو المنظمة ووظيفتهما غير اللائقة. وهو يستخدم لضمان ألا يقوم الغرض أو المنظمة إلا بما هو مقصود منها. ومن المهم إدراك أن السلامة نسبية. والقضاء على جميع المخاطر، إن أمكن، سيكون صعبا للغاية ومكلفا جدا. والحالة الآمنة هي الحالة التي تكون فيها مخاطر الإصابة أو ضرر الممتلكات منخفضة ويمكن التحكم فيها.
وعندما يطلق على شيء ما اسم الأمان، فإن ذلك يعني عادة أنه آمن ضمن حدود ومعالم معقولة معينة. فعلى سبيل المثال، قد يكون الدواء آمنا بالنسبة لمعظم الناس، في معظم الظروف، إذا أخذ بكمية معينة.
والخيار الذي يحفزه الأمان قد تكون له عواقب أخرى غير آمنة. فعلى سبيل المثال، يتم أحيانا نقل المسنين الضعفاء من منازلهم إلى المستشفيات أو دور التمريض الماهرة بدعوى أن ذلك سيحسن سلامة الشخص. سلامة توفير هذه الأدوية سوف يكون تحت الإشراف، سوف تحتاج إلى الانخراط في أنشطة يحتمل أن تكون خطرة مثل تسلق الدرج أو الطبخ، وإذا كان الشخص يسقط شخص ما هناك سوف تكون قادرة على مساعدة أي شخص الحصول على نسخة احتياطية. بيد أن النتيجة النهائية قد تكون بالتأكيد غير آمنة، بما في ذلك مخاطر نقل الصدمة، مستشفى الهذيان، وإساءة معاملة المسنين العدوى المكتسبة من المستشفيات، الاكتئاب، القلق، وحتى الرغبة في الموت.

## أنواع
وهناك تمييز بين المنتجات التي تفي بالمعايير، والآمنة، والتي تشعر بالأمان فحسب. مجتمع سلامة الطرق السريعة يستخدم هذه المصطلحات:

### المعايير
وتتحقق السلامة المعيارية عندما يكون المنتج أو التصميم مستوفيا للمعايير والممارسات المنطبقة فيما يتعلق بالتصميم والبناء أو التصنيع، بغض النظر عن تاريخ سلامة المنتج الفعلي.
إن استخدام طريقة NIAM / ORM يعالج مشكلة الدلالات غير الدقيقة وسوء الفهم الناتج عن استخدام اللغات الطبيعية. كما يسمح لإنتاج نموذج رسمي للمعرفة. هذا الشكل الرسمي هو خطوة ضرورية لاستغلال المعرفة بكفاءة، ولكنها ليست كافية في حد ذاتها. لذا، فإننا نقترح إعادة هيكلة المعرفة المعيارية، على أساس إعادة الهيكلة هذه على بنية عامة من وجهات النظر الهندسية. يتيح هذا النهج متعدد المعايير للمصمِّم استخدام المعايير بشكل أسهل في هذا النموذج مقارنةً بالتعبير النصي الحالي. علاوة على ذلك، يمكن تنفيذ النموذج الرسمي الناتج عن المعيار. وينتج عن هذا التنفيذ إنتاج أداة لتطبيق معايير أمان الكمبيوتر للتصميم (CASSA). تسمح هذه الأداة بتحليل سيناريوهات التطبيق المختلفة، التي يتم تضمينها في نموذج معرفة السلامة، من خلال واجهات محددة موجهة للمستخدم تعتمد على هدف كل مستخدم. ومع ذلك، فإن النموذج المُنفَّذ لمعارف السلامة مستقلٌ وفريدٌ فيما يتعلق بهذه السيناريوهات. وبذلك، يمكن لمساهمتنا أن تهتم بالمستخدمين غير مصممي الماكينات، مثل خبراء التقييم، أو خبراء التقييس أو المعلمين، بالإضافة إلى ارتباطهم بالمجالات الأخرى التي تتعامل مع معايير مثل البيئة وصناعة اللعب، إلخ.
يجب أن يؤدي كل نشاط تصميم إلى جهاز آمن. لتحقيق ذلك، يجب أن يكون المصمم على دراية بكافة جوانب ومعايير السلامة المتعلقة بفئة الماكينة. ومع ذلك، من الصعب على المصمم التحكم في كل المعلومات المتعلقة بالسلامة في نفس الوقت الذي تتطلب فيه كل المعرفة الفنية التي يتطلبها تصميم الماكينة. يتم تعزيز هذا من خلال الاختلافات في محتوى هذين النوعين من المعرفة. في الواقع، يعتبر المصممون السلامة كمهارة تكميلية يجب دمجها بمجرد اكتمال التطوير التقني. ومع ذلك، يمكن تحسين هذه العلاقة بين المصمم والسلامة إذا تم تنقيح المستويات الفنية وسلامة التعبير على نفس الأساس ومع مطابقة صريحة من أجل جعل معرفة ومعرفة السلامة أكثر وضوحًا (Vink، 1995) وأسهل في الاستخدام. سيساهم هذا التحسين في دمج السلامة والتصميم في تصميم آمن متماسك من خلال الأخذ بعين الاعتبار جميع المخاطر التنبؤية التي يتكبدها المستخدمون في المستقبل وضمان الوقاية من المخاطر ليس فقط عن طريق الصون ولكن أيضًا بتصميم أكثر ملاءمة. ومع أخذ هذا في الاعتبار، فإننا نقترح جمع وجهات النظر الفنية والآمنة لآلة من خلال النظر في العلاقات بين الجهاز والمصمم والمستخدم النهائي

### المسائل الموضوعية
ويحدث الأمان الموضوعي أو الموضوعي عندما يكون تاريخ السلامة في العالم الحقيقي مؤاتيا، سواء استوفيت المعايير أم لا.

### متصور
السلامة المتصورة أو الذاتية تشير إلى مستوى راحة المستخدمين وإدراكهم للمخاطر، دون مراعاة المعايير أو السلامة التاريخ. على سبيل المثال، تعتبر إشارات المرور آمنة، ولكن في بعض الظروف، فإنها يمكن أن تزيد من حوادث المرور في تقاطع. جولات المرور لديها سجل سلامة صالح عموما ومع ذلك في كثير من الأحيان تجعل السائقين عصبين.
يمكن أن يكون لانخفاض السلامة المتصورة تكاليف. على سبيل المثال، بعد هجمات 9/11/2001، اختار العديد من الناس القيادة بدلا من الطيران، على الرغم من حقيقة أنه حتى بعد الهجمات الإرهابية الطيران أكثر أمانا من القيادة الخطر المتصور يثني الناس عن المشي وركوب الدراجات بالنسبة للنقل أو التمتع أو الممارسة، على الرغم من أن الفوائد الصحية تفوق خطر الإصابة.

### الأمن
ويعالج الأمن، الذي يسمى أيضا السلامة الاجتماعية أو السلامة العامة، خطر الضرر الناجم عن أفعال إجرامية متعمدة مثل الاعتداء والسطو أو التخريب.
بسبب القضايا الأخلاقية المشاركة الأمن من أعلى أهمية لكثير من الناس من الموضوعية السلامة. على سبيل المثال، الموت
بسبب القتل يعتبر أسوأ من الموت في حادث سيارة، حتى وإن كان في كثير من البلدان، وفيات حوادث المرور هي أكثر شيوعا من جرائم القتل.

## المخاطر والاستجابات
وتفسر السلامة عموما على أنها تنطوي على أثر حقيقي وكبير على خطر الوفاة أو الإصابة أو الضرر الذي يلحق بالممتلكات. ردا على ويمكن اقتراح العديد من التدخلات التي تنطوي على مخاطر متصورة، مع كون الاستجابات الهندسية والتنظيم اثنين من أكثر التدخلات شيوعا.
ومن المحتمل أن تكون الاستجابة الفردية الأكثر شيوعا لمسائل السلامة المتصورة هي التأمين، الذي يعوض عن الرد أو يوفره في حالة الضرر أو الخسارة.

## هندسةسلامة النظام
هندسة سلامة النظام وموثوقيته هي انضباط هندسي. التغيرات المستمرة في التكنولوجيا والتنظيم البيئي كما أن الشواغل المتعلقة بالسلامة العامة تجعل تحليل النظم المعقدة ذات الأهمية الحيوية للسلامة أكثر فأكثر أمرا صعبا.
ومن المغالطات الشائعة، على سبيل المثال بين المهندسين الكهربائيين فيما يتعلق بنظم طاقة الهيكل، أن مسائل السلامة يمكن أن تكون سهلة المنال.
استنتج في الواقع، قضايا السلامة وقد تم اكتشاف واحد على مدى أكثر من قرن في الحالة المذكورة في عمل العديد من آلاف الممارسين، ولا يمكن استخلاصها من قبل فرد واحد على مدى بضعة عقود. معرفة الأدب وتشكل المعايير والأعراف في مجال ما جزءا حاسما من هندسة السلامة. مزيج من النظرية سجل الممارسات المشاركة، وسجل المسار يشير إلى بعض المجالات النظرية ذات الصلة.
السلامة غالبا ما ينظر إليه باعتباره واحدا من مجموعة من التخصصات ذات الصلة: جودة وموثوقية وتوافر الصيانة والسلامة. (المتاح هو: في بعض الأحيان لم يذكر، على أساس المبدأ الذي هو وظيفة بسيطة من الموثوقية وقابلية الصيانة).

## المعايير

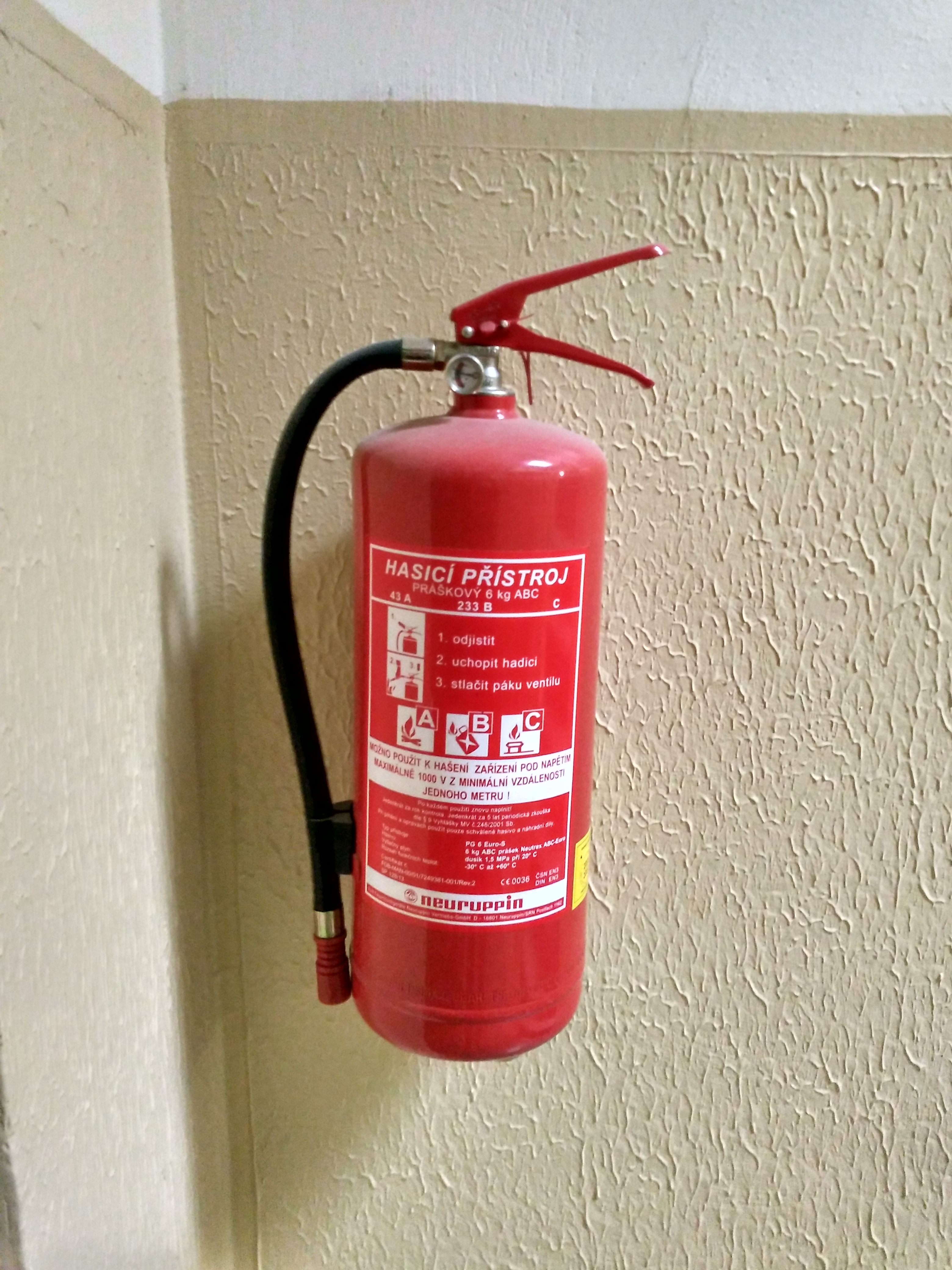
طفاية حريق: معدات ضمان السلامة

تدابير السلامة هي الأنشطة والاحتياطات التي اتخذت لتحسين السلامة، أي تقليل المخاطر المتعلقة بصحة الإنسان. السلامة المشتركة
تشمل التدابير ما يلي:
- تحليل كيميائي
- اختبار تدميري للعينات
- اختبار المخدرات للموظفين، إلخ.
- فحص الأنشطة من قبل المتخصصين لتقليل الإجهاد البدني أو زيادة الإنتاجية
- الاستطلاعات الجيولوجية لتحديد ما إذا كانت الأرض أو مصادر المياه ملوثة، إلى أي مدى تكون الأرض ثابتة موقع البناء، إلخ
- التنظيم الحكومي حتى يعرف الموردون المعايير التي يتوقع أن يفي بها منتجهم.
- تنظيم الصناعة حتى يعرف الموردون مستوى الجودة المتوقع.
- غالبا ما يتم فرض تنظيم الصناعة
- تجنب التنظيم الحكومي المحتمل.
- أدلة التعليمات التي تشرح كيفية استخدام المنتج أو القيام بنشاط ما
- مقاطع فيديو تعليمية توضح الاستخدام السليم للمنتجات
- تحليل السبب الجذري لتحديد أسباب فشل النظام وأوجه القصور الصحيحة.
- أمان الإنترنت السلامة على الإنترنت، هي حماية سلامة المستخدم من التهديدات السيبرانية أو جرائم الكمبيوتر بشكل عام.
- التقييمات الدورية للموظفين، الإدارات، إلخ.
- الفحوصات الفيزيائية لتحديد ما إذا كان الشخص يعاني من حالة بدنية من شأنها أن تحدث مشكلة.
- إدارة سلامة العمليات هي أداة تحليلية تركز على منع إطلاقات المواد الكيميائية شديدة الخطورة.
- هوامش الأمان / عوامل السلامة. على سبيل المثال، المنتج الذي تم تصنيفه ليس مطلوبًا أبدًا للتعامل مع أكثر من 200 رطل
- قد تكون مصممة للفشل تحت 400 جنيه على الأقل، وهو عامل أمان من اثنين. يتم استخدام أرقام أعلى في أكثر من ذلك
- التطبيقات الحساسة مثل السلامة الطبية أو المرور العابر.
- التنظيم الذاتي من أنواع مختلفة.
- تنفيذ البروتوكولات والإجراءات القياسية بحيث يتم تنفيذ الأنشطة بطريقة معروفة.
- بيانات الأخلاق من قبل منظمات الصناعة أو شركة فردية حتى موظفيها يعرفون ما هو متوقع من معهم.
- يختبر اختبار الإجهاد شخصًا أو منتجًا للتأكيد على ما يزيد عن ذلك الشخص أو المنتج المصمم له
- التعامل، لتحديد «نقطة الانهيار».
- تدريب الموظفين، البائعين، مستخدمي المنتجات
- الفحص البصري للحالات الخطرة مثل مخارج الطوارئ المحظورة لأنه يتم استخدامها
- مناطق التخزين.
- الفحص البصري للعيوب مثل الشقوق والتقشير والوصلات الفضفاضة.
- تحليل الأشعة السينية لرؤية داخل جسم مغلق مثل اللحام، الجدار الأسمنتي أو الجلد الخارجي للطائرة.

## المنظمات المعنية بالمعايير
ويوجد عدد من منظمات المعايير التي تصدر معايير السلامة. وقد تكون هذه المنظمات طوعية أو حكومية الوكالات. وتحدد هذه الوكالات أولا معايير السلامة التي تنشرها في شكل مدونات. وهم أيضا معتمدون والهيئات تخول أطراف ثالثة مستقلة مثل اختبار وكالات شهادة فحص وضمان الامتثال المعايير التي حددوها. على سبيل المثال، قامت الجمعية الأمريكية للمهندسين الميكانيكيين بصياغة عدد معين من الأمان المعايير الواردة في قانون المراجل وسفن الضغط والمعتمدة لتقديم خدمات التصديق لضمان الامتثال للمنتجات للوائح السلامة المحددة.

## المعهد الوطني الأمريكي للمعايير
منظمة المعايير الأمريكية الرئيسية هي المعهد الوطني الأمريكي للمعايير. عادة، أعضاء وستشكل الصناعة طوعا لجنة لدراسة مسائل السلامة واقتراح المعايير. ثم يوصى بهذه المعايير. ويشترط العديد من اللوائح الحكومية أن تمتثل المنتجات التي تباع أو تستخدم لأحكام القانون النموذجي معيار"ANSI" خاص.

## اقرأ أيضاً
- أمن
- السلامة المهنية
- سلامة العمليات